# Terra Nova (ort)
Terra Nova är en ort i Brasilien.   Den ligger i kommunen Ruy Barbosa och delstaten Bahia, i den östra delen av landet, 900 km öster om huvudstaden Brasília. Terra Nova ligger 604 meter över havet och antalet invånare är 11 169.
Terrängen runt Terra Nova är kuperad åt nordost, men åt sydväst är den platt. Terra Nova ligger uppe på en höjd. Runt Terra Nova är det glesbefolkat, med 8 invånare per kvadratkilometer.. Det finns inga andra samhällen i närheten.
Omgivningarna runt Terra Nova är huvudsakligen savann.